# Kim Morrissey
Janice Dales, também conhecida como Kim Morrissey, é uma poetisa e dramaturga canadense que vive em Londres, Inglaterra. Muitas de suas obras examinam o papel das mulheres na cultura do século dezenove, re-imaginam a vida de figuras históricas. Ela também faz parte do Comedy Collective UK (que incluiu Colin Shelbourn, John Random, Ivan Shakespeare, Lee Barnett, Claire Storey, Jasmine Birtles, Robert Priest). Os rascunhos de Morrissey da peça Mrs Ruskin, sobre Effie Gray, têm sido publicados na web. Ela tem escrito para vários dramas de rádio e documentários, assim como o programa de rádio de 1980 Week Ending.
Poems for Men who Dream of Lolita de Morrissey dizem ser escritos pela própria Lolita, refletindo sobre os acontecimentos da história, uma espécie de diário em forma de poesia. Morrissey retrata Lolita como uma inocente, alma ferida. Ao falar de sua obra Lolita Unclothed, um documentário de Camille Paglia, ela queixou-se que no romance Lolita "não tem voz". Os poemas foram musicados no New Music Festival em Winnipeg em 1993 (compositor: Sid Rabinovitch). Cinco poemas do livro foram selecionados para Mythic Women/Real Women (editado por Lizbeth Goodman), livro-texto universitário da Faber & Faber's Women & Gender. Morrissey também tratou do tema da efebofilia em sua peça de teatro sobre o caso Dora de Freud.

## Obras
- Batoche - 1989
- Poems for Men Who Dream of Lolita - 1992
- Dora: A Case of Hysteria - 1994
- Clever as Paint: The Rossettis in Love - 1998
- Mrs. Ruskin - 2003